# Krimmler Achental
Das Krimmler Achental ist ein rechtes Seitental des Salzachtales im Pinzgau (Land Salzburg, Österreich), es wird von der Krimmler Ache durchflossen.

## Einzelnachweise

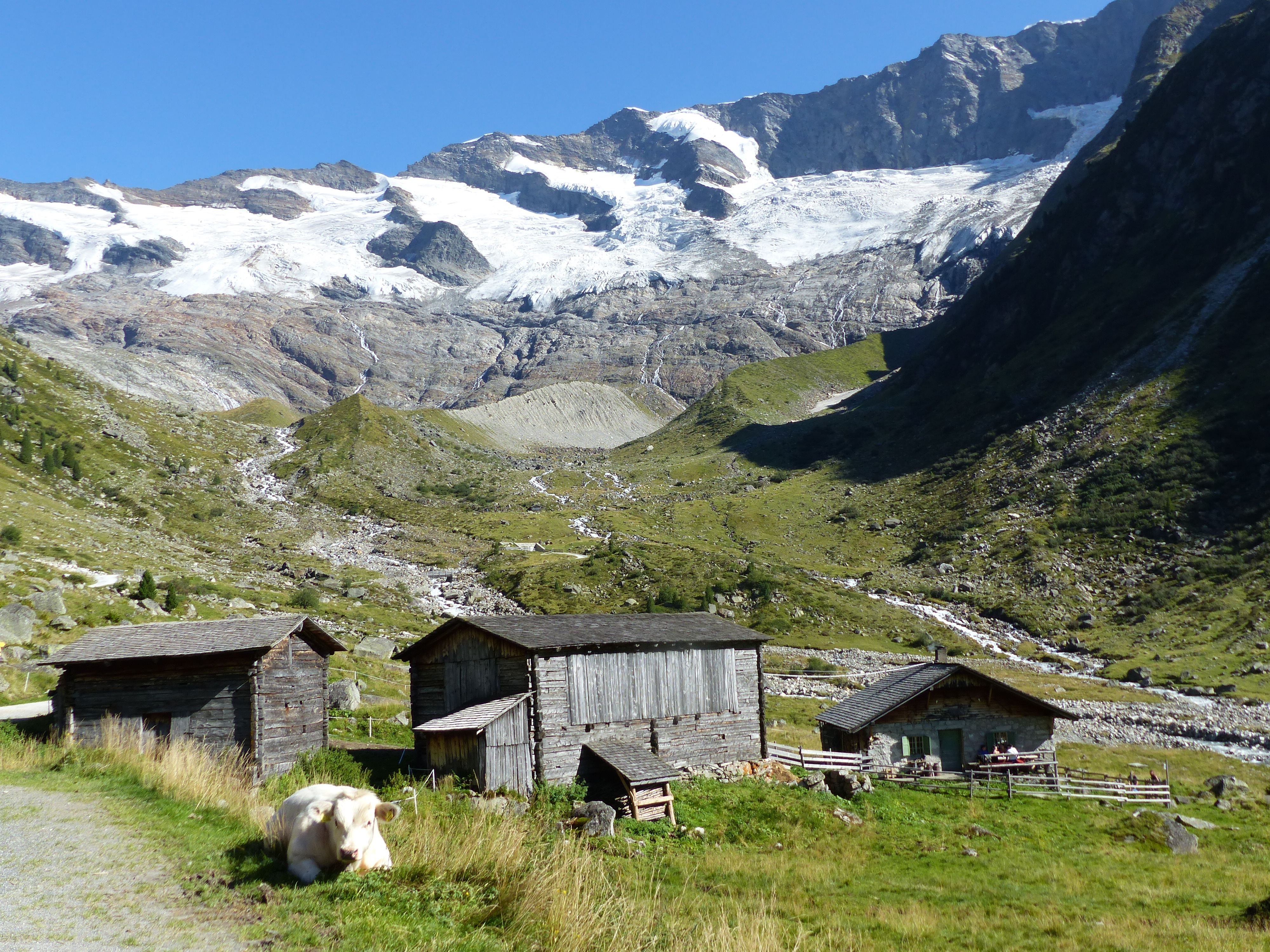
Innere Keesalm mit Krimmler Kees
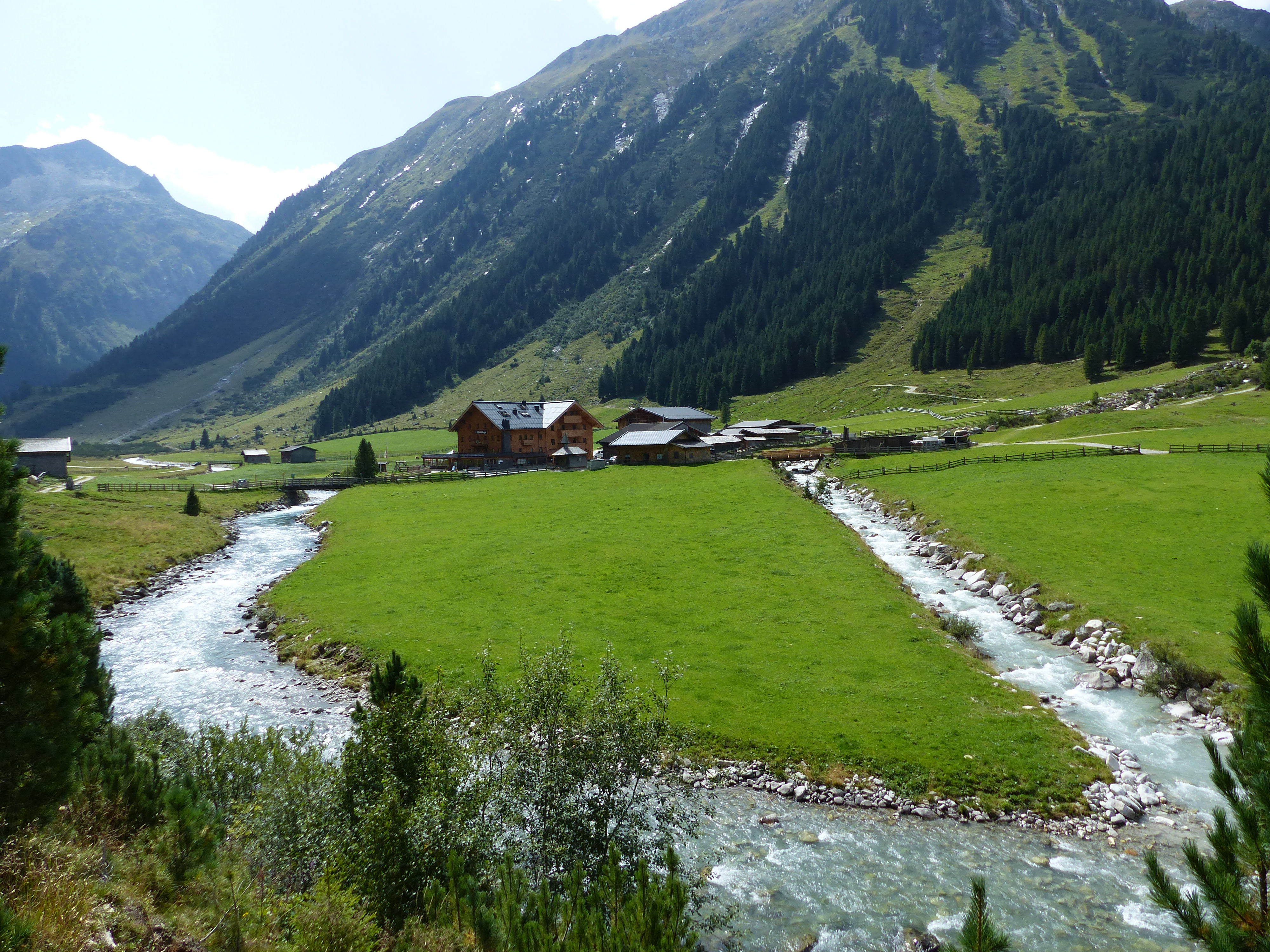
Mündung des Rainbachs in die Krimmler Ache mit Krimmler Tauernhaus
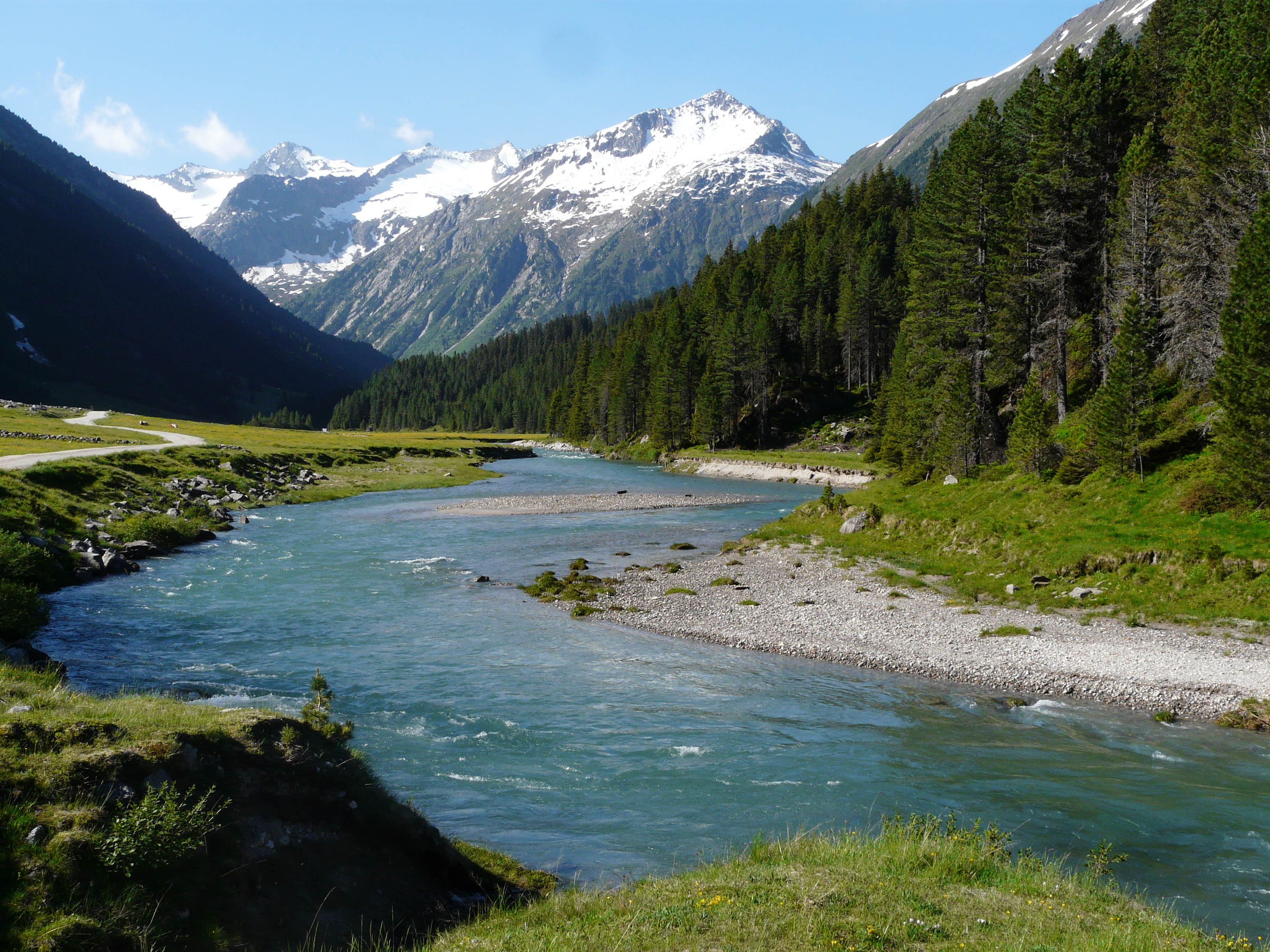
Krimmler Ache (ca. 2 km unterhalb des Tauernhauses)
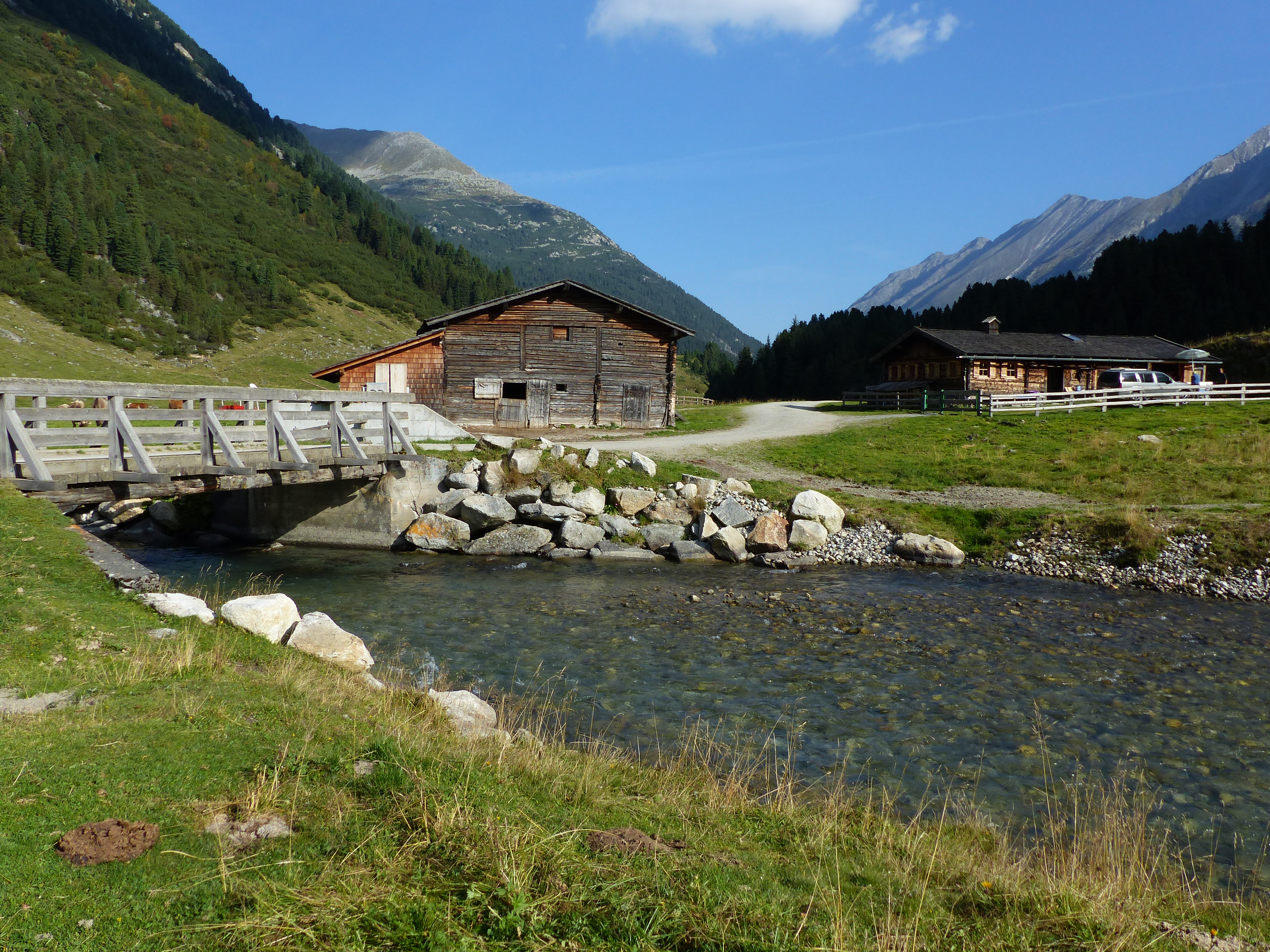
Krimmler Ache mit Äußerer Unlassalm
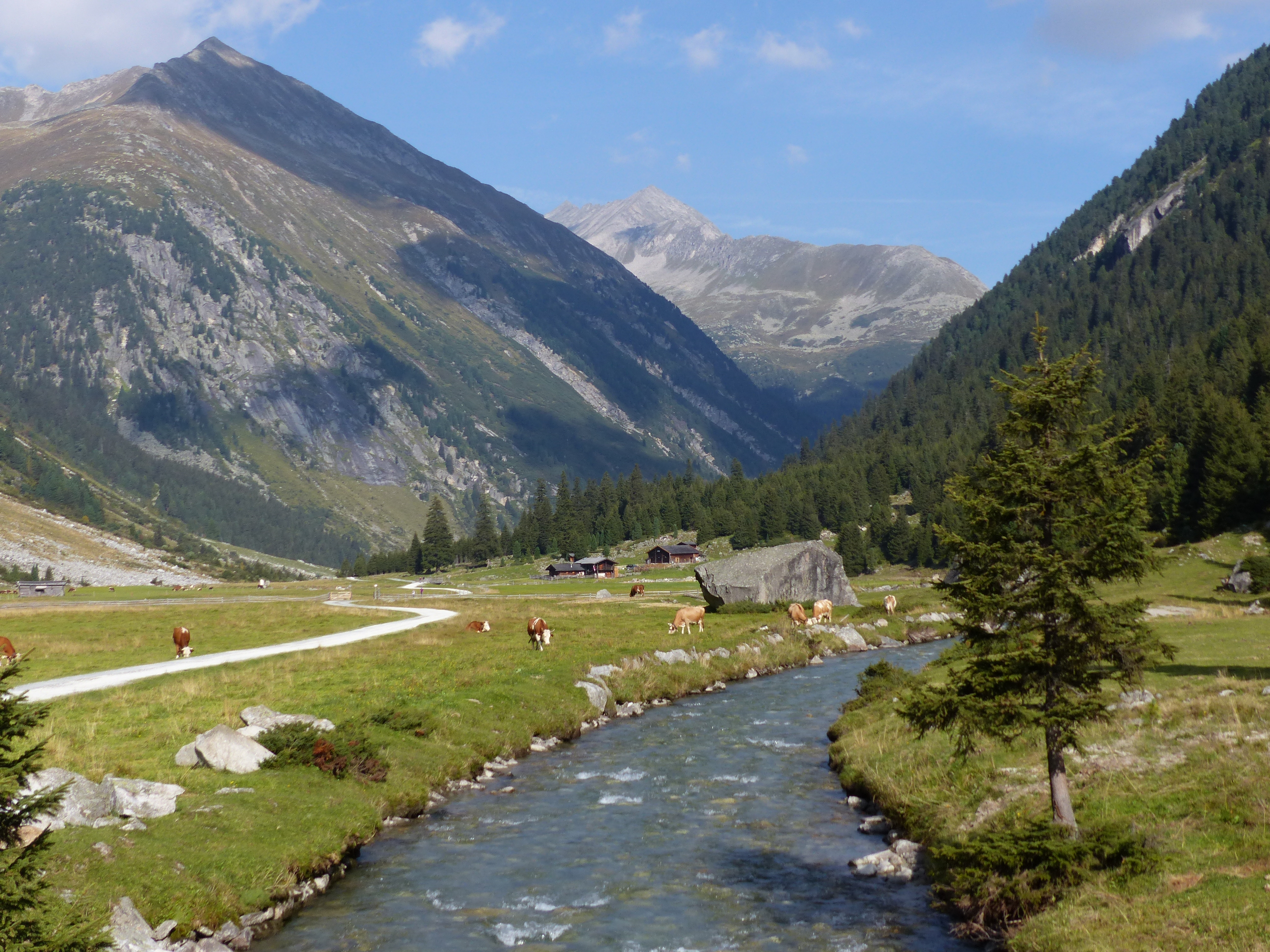
Krimmler Ache mit Jaidbachalm
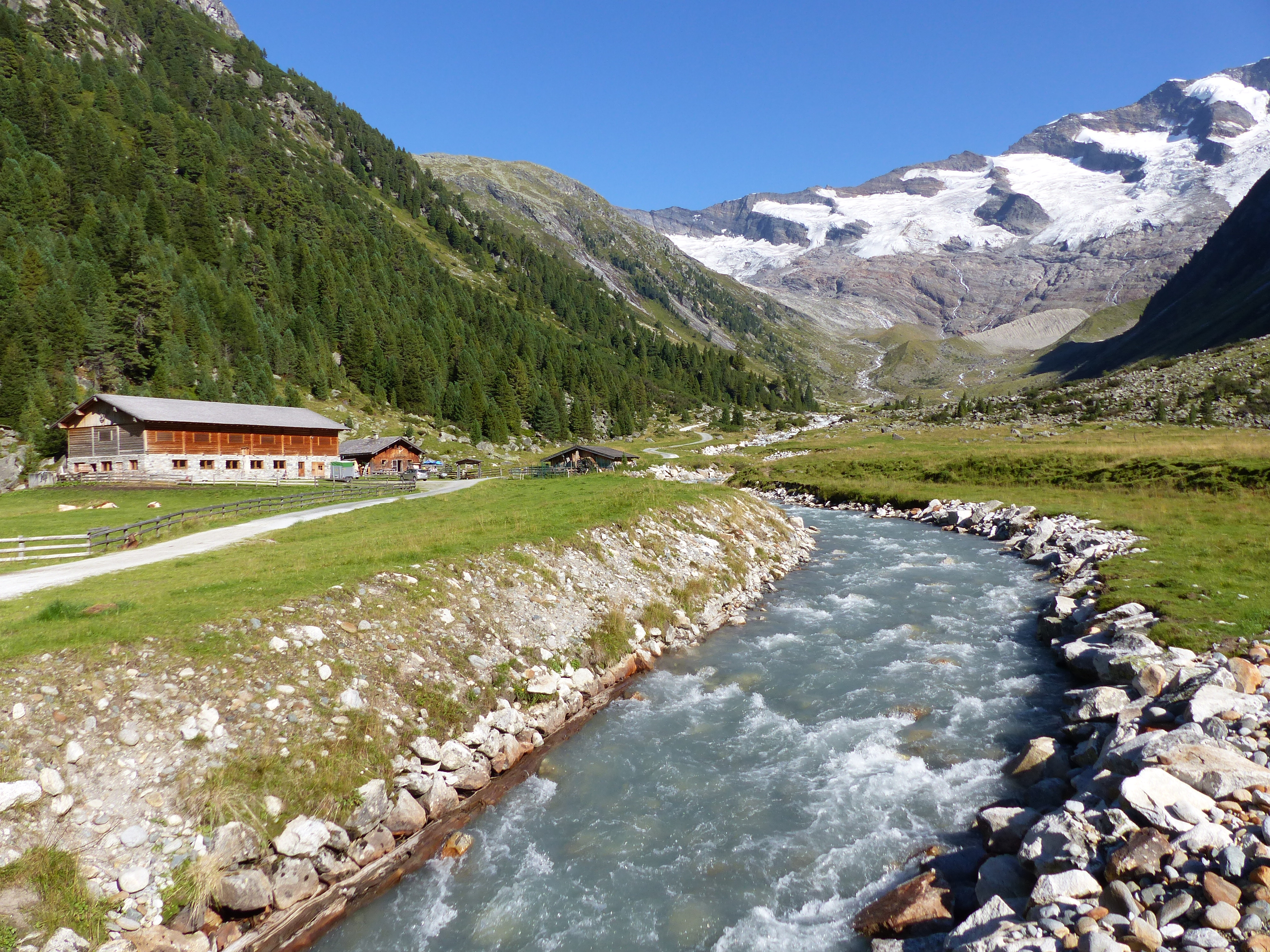
Äußere Keesalm mit Krimmler Ache und Krimmler Kees

## Lage und Landschaft
Das Krimmler Achental bildet die Grenze zwischen den Zillertaler Alpen im Westen und der Venedigergruppe im Osten, die bereits zu den Hohen Tauern gehört.
Das Tal beginnt über Krimml mit den Krimmler Wasserfällen und reicht bis zum Talschluss am Krimmlerkees an der Dreiherrenspitze (3499 m ü. A.). Die Krimmler Ache entspringt auf einer Höhe von etwa 2500 m, am Krimmler Törl (2787 m ü. A.), westlich des Obersulzbachtals.
Vom Krimmler Tauernhaus nach Westen öffnet sich das Rainbachtal von der Reichenspitze (3303 m ü. A.) und Rainbachspitze (3129 m ü. A.), und bei der Äußeren Unlaßalm das Windbachtal, die beide südwestwärts bereits in die Zillertaler Alpen führen.

## Geschichte
Besondere Bedeutung hat das Tal immer als Teil transalpiner Verkehrswege gehabt: Die beiden Wege durch das Krimmler Achental über die Birnlücke (2671 m ü. A.) und den Krimmler Tauern (2634 m) über das Windbachtal ins Südtiroler Ahrntal sind uralte Alpenübergange, die schon von den Römern benutzt wurden.
Frühere Geschichte siehe: Geschichte des Krimmler Tauernhauses.
Die ersten touristischen Wanderwege wurden am 21. August 1879 durch den Österreichischen Alpenverein angelegt. Im unteren Bereich folgt der Wanderweg dem 1900 erbauten Wasserfallweg entlang den Krimmler Wasserfällen.
Früher gab es an beiden Übergängen ins Ahrntal Grenzkontrollen an der Grenze nach Südtirol, Italien.

## Besiedlung, Nutzung und Verkehr
Das Krimmler Achental ist mit Ausnahme des im Mittelteil des Tales gelegenen Krimmler Tauernhauses, einem ganzjährig geöffneten Gasthof mit eigenem Bauernhof und Sennerei, nicht besiedelt. Genutzt wird das Tal aber ab der Steilstufe am Anfang als Almenregion. Über das Tal erstrecken sich über 15 Almen, die allesamt im Talboden liegen. Ein Teil dieser Almen wird von Südtiroler Bauern aus dem Ahrntal genutzt, die ihre Kühe im Herbst über den Krimmler Tauern zurücktreiben und die die Almen zwischen 1812 und 1873 erworben hatten. Zwei weitere Almen liegen im unteren Bereich der beiden westlich abzweigenden Seitentäler des Windbach- und Rainbachtals.
Ein für den öffentlichen Verkehr gesperrter Fahrweg durch das Tal zweigt kurz hinter der zweiten Kehre von der Gerlospassstraße ab und erreicht den Talgrund durch einen 300 m langen, unbeleuchteten Tunnel im Bereich der oberen Steilstufe. Der Fahrweg endet an der Talstation der Materialseilbahn zur Warnsdorfer Hütte. Bis dorthin kann man auch mit einem Mountainbike oder einem Kleinbus (Nationalparktaxi) gelangen. Die Warnsdorfer Hütte liegt am Talschluss knapp 500 m über dem Talboden.